# Lodewijk Willem Schuermans
Lodewijk Willem Schuermans (Kampenhout, 26 januari 1821 – Wilsele, 30 augustus 1891) was een Vlaams rooms-katholiek priester en auteur. Hij was een van de stichtende figuren van de cultuurorganisatie Davidsfonds, waarvan de oprichting in 1875 vanuit zijn pastoorswoning in Wilsele gebeurde.

## Biografie
De uit een landbouwersfamilie afkomstige Schuermans studeerde wijsbegeerte en letteren in  Leuven, o.a. bij kanunnik Jan-Baptist David. Hij was tevens lid van het literair-cultureel studentengenootschap Met Tijd en Vlijt, medegesticht door priester Konstantijn Bogaerts, ooit nog zijn leraar Nederlands.
Na zijn studies in Leuven ging hij in 1843 naar het Mechels seminarie om zich voorbereiden op een leven als priester. Na zijn priesterwijding in 1845 werd hij aangesteld als onderpastoor in Melsbroek en droeg hij actief bij als auteur van Vlaamsgezinde bladen. Hij keerde in 1852 terug naar Leuven als onderpastoor van het Groot Begijnhof. In Leuven engageerde hij zich als bestuurslid van Met Tijd en Vlijt en publiceerde ijverig over taalkunde en geschiedenis met als magnum opus het Algemeen Vlaamsch Idioticon dat hij van 1865 tot 1870 in gedeelten publiceerde.
In 1868 werd hij benoemd tot pastoor van Wilsele, een naburige gemeente van de stad Leuven, en krijg hij Jan Frans Hendrickx als onderpastoor naast zich. Samen organiseerden ze in 1869 het XIe Nederlands Congres in Leuven en richtten ze in 1870 mede de  Zuidnederlandse Maatschappij voor Taalkunde op in Mechelen.
Zijn pastorij in Wilsele werd drukbezocht door Vlaamsgezinde studenten en intellectuelen, zoals Albrecht Rodenbach. Het was dan ook in zijn pastorij dat in 1875 het Davidsfonds werd opgericht, vernoemd naar zijn leermeester Jan-Baptist David. Een jaar eerder al werd in Met Tijd en Vlijt de noodzaak tot oprichting van een katholieke tegenhanger van het liberale Willemsfonds besproken.
Al vroeg in het bestaan van de organisatie waren er problemen, en dreigde het Davidsfonds teloor te gaan. Pastoor Schuermans greep in en werd in de jaren 1877 en 1878 voorzitter van een voorlopig bestuur, wist het voortbestaan van de organisatie te garanderen en werd nadien ondervoorzitter van het nieuwgekozen bestuur van het Davidsfonds. In 1882 trok hij zich terug uit zijn bestuursfuncties wegens ziekte.
Hij overleed in 1891 op 70-jarige leeftijd als pastoor in zijn ambtswoning te Wilsele.